# Atalanta Bergamasca Calcio 1959-1960
Questa pagina raccoglie i dati riguardanti l'Atalanta Bergamasca Calcio nelle competizioni ufficiali della stagione 1959-1960.

## Stagione
La dirigenza, ottenuto il ritorno in Serie A, presenta una squadra rafforzata per poter aprire un nuovo ciclo nella massima serie. Nell'annata spiccano le vittorie contro il Bologna in casa e contro la Juventus a Torino, ma anche la visita dell'intera squadra a Papa Giovanni XXIII, anch'egli bergamasco. Conclude inoltre l'attività calcistica Stefano Angeleri, recordman di presenze in maglia neroazzurra, a causa di problemi cardiaci riscontrati dai medici.
Inoltre una sentenza, emessa in estate dalla FIGC, riabilita la società dall'accusa di illecito sportivo, motivo per il quale venne retrocessa due stagioni prima.
In Coppa Italia al primo turno elimina l'Alessandria ed al secondo il Genoa. Viene estromessa ai quarti di finale da uno sfortunato sorteggio che qualifica la Juventus, dopo che sia i tempi regolamentari che i calci di rigore avevano dato risultato di parità (8-8).
I nerazzurri partecipano anche alla Coppa dell'Amicizia, dove affrontano il Lens, battuto all'andata (1-0 a bergamo) ma capace di rifilare un 3-0 al ritorno; la selezione italiana (di cui fa parte l'Atalanta) risulta comunque vincente al termine del torneo.

## Rosa
| N. |                   | Ruolo | Calciatore        |
| -- | ----------------- | ----- | ----------------- |
|    | Italia (bandiera) | P     | Angelo Boccardi   |
|    | Italia (bandiera) | P     | Zaccaria Cometti  |
|    | Italia (bandiera) | D     | Giovanni Cattozzo |
|    | Italia (bandiera) | D     | Piero Gardoni     |
|    | Svezia (bandiera) | D     | Bengt Gustavsson  |
|    | Italia (bandiera) | D     | Francesco Pizzi   |
|    | Italia (bandiera) | D     | Livio Roncoli     |
|    | Italia (bandiera) | C     | Stefano Angeleri  |
|    | Italia (bandiera) | C     | Luigi Bodi        |
|    | Italia (bandiera) | C     | Rino Marchesi     |

| N. |                      | Ruolo | Calciatore        |
| -- | -------------------- | ----- | ----------------- |
|    | Italia (bandiera)    | C     | Sergio Pensotti   |
|    | Italia (bandiera)    | C     | Pierluigi Ronzon  |
|    | Italia (bandiera)    | C     | Giorgio Veneri    |
|    | Italia (bandiera)    | A     | Arturo Gentili    |
|    | Italia (bandiera)    | A     | Angelo Longoni    |
|    | Argentina (bandiera) | A     | Humberto Maschio  |
|    | Italia (bandiera)    | A     | Enrico Nova       |
|    | Italia (bandiera)    | A     | Rinaldo Olivieri  |
|    | Italia (bandiera)    | A     | Giovanni Zavaglio |

## Risultati

### Serie A

#### Girone di andata
| Arbitro: | Leita (Udine) |

|                                          |           |  |
| Cucchiaroni 29’ Mora 37’, 79’ Milani 75’ | Marcatori |  |

| Arbitro: | Bonetto (Torino) |

|                     |           |             |
| Marchesi 62’ (rig.) | Marcatori | 25’ Firmani |

| Alessandria 4 ottobre 1959 3ª giornata | Alessandria     | 0 – 0 | Atalanta | Stadio Giuseppe Moccagatta\| Arbitro: \| Genel (Trieste) \| |
| Arbitro:                               | Genel (Trieste) |       |          |                                                             |

| Arbitro: | Moriconi (Roma) |

|                    |           |                         |
| Nova 7’ Ronzon 64’ | Marcatori | 9’ Sivori 32’ Boniperti |

| Arbitro: | Gambarotta (Genova) |

|                 |           |  |
| Del Vecchio 28’ | Marcatori |  |

| Arbitro: | Sbardella (Roma) |

|                                           |           |          |
| Fantini 2’, 17’ Montuori 39’ Lojacono 73’ | Marcatori | 13’ Nova |

| Arbitro: | Marchese (Napoli) |

|                              |           |  |
| Maschio 10’, 26’ Longoni 65’ | Marcatori |  |

| Arbitro: | Righetti (Torino) |

|              |           |             |
| Bizzarri 39’ | Marcatori | 80’ Longoni |

| Arbitro: | De Magistris (Torino) |

|          |           |  |
| Zavaglio | Marcatori |  |

| Arbitro: | Angelini (Firenze) |

|               |           |             |
| Dal Monte 76’ | Marcatori | 57’ Maschio |

| Arbitro: | Liverani (Torino) |

|                      |           |  |
| Maschio 28’ Nova 58’ | Marcatori |  |

| Arbitro: | Roversi (Bologna) |

|             |           |  |
| Longoni 39’ | Marcatori |  |

| Arbitro: | Bonetto (Torino) |

|           |           |  |
| Menti 53’ | Marcatori |  |

| Bergamo 10 gennaio 1960 14ª giornata | Atalanta         | 0 – 0 | Udinese | Stadio Comunale\| Arbitro: \| Orlandini (Roma) \| |
| Arbitro:                             | Orlandini (Roma) |       |         |                                                   |

| Arbitro: | Genel (Trieste) |

|            |           |  |
| Massei 75’ | Marcatori |  |

| Arbitro: | Marchese (Napoli) |

|                          |           |  |
| Nova 1’, 47’ Longoni 64’ | Marcatori |  |

| Arbitro: | Mori (Cremona) |

|                      |           |             |
| Galli 12’ Grillo 33’ | Marcatori | 10’ Maschio |

#### Girone di ritorno
| Bergamo 7 febbraio 1960 18ª giornata | Atalanta         | 0 – 0 | Sampdoria | Stadio Comunale\| Arbitro: \| Parisi (Messina) \| |
| Arbitro:                             | Parisi (Messina) |       |           |                                                   |

| Arbitro: | Babini (Ravenna) |

|                           |           |  |
| Firmani 17’ Angelillo 22’ | Marcatori |  |

| Arbitro: | Adami (Roma) |

|                                                                     |           |            |
| Marchesi 25’ (rig.) 87’ (rig.) Maschio 46’, 89’ (rig.) Zavaglio 77’ | Marcatori | 57’ Oldani |

| Arbitro: | Leita (Udine) |

|  |           |              |
|  | Marcatori | 53’ Zavaglio |

| Arbitro: | Angelini (Firenze) |

|              |           |  |
| Olivieri 62’ | Marcatori |  |

| Arbitro: | Rigato (Mestre) |

|             |           |                             |
| Longoni 40’ | Marcatori | 1’, 36’ Montuori 62’ Hamrin |

| Arbitro: | Angelini (Firenze) |

|          |           |  |
| Erba 18’ | Marcatori |  |

| Bergamo 3 aprile 1960 25ª giornata | Atalanta         | 0 – 0 | Lazio | Stadio Comunale\| Arbitro: \| Bonetto (Torino) \| |
| Arbitro:                           | Bonetto (Torino) |       |       |                                                   |

| Padova 10 aprile 1960 26ª giornata | Padova          | 0 – 0 | Atalanta | Stadio Silvio Appiani\| Arbitro: \| Annoscia (Bari) \| |
| Arbitro:                           | Annoscia (Bari) |       |          |                                                        |

| Arbitro: | De Marchi (Pordenone) |

|                                 |           |             |
| Marchesi 44’ (rig.) Longoni 54’ | Marcatori | 20’ Barison |

| Arbitro: | Francescon (Padova) |

|                                  |           |  |
| Manfredini 22’, 38’ Da Costa 68’ | Marcatori |  |

| Arbitro: | Angelini (Firenze) |

|              |           |  |
| Vernazza 63’ | Marcatori |  |

| Arbitro: | Lo Bello (Siracusa) |

|                     |           |           |
| Marchesi 18’ (rig.) | Marcatori | 66’ Menti |

| Arbitro: | Gambarotta (Genova) |

|           |           |          |
| Milan 59’ | Marcatori | 57’ Nova |

| Arbitro: | Di Tonno (Lecce) |

|                     |           |                                   |
| Nova 35’ Ronzon 77’ | Marcatori | 18’ (aut.) Gustavsson 23’ Bagatti |

| Arbitro: | Leita (Udine) |

|                                                         |           |  |
| Fascetti 21’ Demarco 35’ Campana 70’, 86’ Pivatelli 89’ | Marcatori |  |

| Bergamo 5 giugno 1960 34ª giornata | Atalanta              | 0 – 0 | Milan | Stadio Comunale\| Arbitro: \| De Marchi (Pordenone) \| |
| Arbitro:                           | De Marchi (Pordenone) |       |       |                                                        |

### Coppa Italia
| Arbitro: | Moriconi (Roma) |

|                                             |           |  |
| Zavaglio 8’, 85’ Nova 19’, 81’ Olivieri 40’ | Marcatori |  |

| Arbitro: | Righetti (Torino) |

|                 |           |  |
| Maschio 7’, 43’ | Marcatori |  |

| Arbitro: | Genel (Trieste) |

|                                  |                      |                        |
| Olivieri 50’ Marchesi 72’ (rig.) | Marcatori            | 18’ Sivori 37’ Colombo |
| Marchesi                         | Tiri di rigore 6 – 6 | Montico                |

### Coppa dell'Amicizia
| Arbitro: | Deban |

|             |           |  |
| Maschio 19’ | Marcatori |  |

| Arbitro: | Liverani (Torino) |

|                       |           |  |
| Oudjany 14’, 51’, 70’ | Marcatori |  |

## Statistiche

### Statistiche di squadra
| Competizione        | Punti | In casa | In casa | In casa | In casa | In casa | In casa | In trasferta | In trasferta | In trasferta | In trasferta | In trasferta | In trasferta | Totale | Totale | Totale | Totale | Totale | Totale | DR |
| Competizione        | Punti | G       | V       | N       | P       | Gf      | Gs      | G            | V            | N            | P            | Gf           | Gs           | G      | V      | N      | P      | Gf     | Gs     | DR |
| ------------------- | ----- | ------- | ------- | ------- | ------- | ------- | ------- | ------------ | ------------ | ------------ | ------------ | ------------ | ------------ | ------ | ------ | ------ | ------ | ------ | ------ | -- |
| Serie A             | 31    | 17      | 8       | 8       | 1       | 25      | 11      | 17           | 1            | 5            | 11           | 6            | 28           | 34     | 9      | 13     | 12     | 31     | 39     | -8 |
| Coppa Italia        |       | 3       | 2       | 1       | 0       | 9       | 2       | -            | -            | -            | -            | -            | -            | 3      | 2      | 1      | 0      | 9      | 2      | +7 |
| Coppa dell'Amicizia |       | 1       | 1       | 0       | 0       | 1       | 0       | 1            | 0            | 0            | 1            | 0            | 3            | 2      | 1      | 0      | 1      | 1      | 3      | -2 |
| Totale              |       | 21      | 11      | 9       | 1       | 35      | 13      | 18           | 1            | 5            | 12           | 6            | 31           | 39     | 12     | 14     | 13     | 41     | 44     | -3 |

### Statistiche dei giocatori
| Giocatore     | Serie A  | Serie A | Coppa Italia | Coppa Italia | Coppa dell'Amicizia | Coppa dell'Amicizia | Totale   | Totale |
| Giocatore     | Presenze | Reti    | Presenze     | Reti         | Presenze            | Reti                | Presenze | Reti   |
| ------------- | -------- | ------- | ------------ | ------------ | ------------------- | ------------------- | -------- | ------ |
| A. Boccardi   | 24       | -29     | 3            | -2           | -                   | -                   | 27       | -31    |
| Z. Cometti    | 10       | -10     | 1            | -0           | 2                   | -3                  | 13       | -13    |
| G. Cattozzo   | 29       | 0       | 2            | 0            | 2                   | 0                   | 33       | 0      |
| P. Gardoni    | 6        | 0       | -            | -            | 1                   | 0                   | 7        | 0      |
| B. Gustavsson | 31       | 0       | 3            | 0            | 1                   | 0                   | 35       | 0      |
| F. Pizzi      | 16       | 0       | 1            | 0            | 2                   | 0                   | 19       | 0      |
| L. Roncoli    | 32       | 0       | 3            | 0            | 2                   | 0                   | 37       | 0      |
| S. Angeleri   | 9        | 0       | 2            | 0            | -                   | -                   | 11       | 0      |
| L. Bodi       | 15       | 0       | 2            | 0            | -                   | -                   | 17       | 0      |
| R. Marchesi   | 34       | 5       | 3            | 1            | 1                   | 0                   | 38       | 6      |
| S. Pensotti   | 0        | 0       | -            | -            | -                   | -                   | 0        | 0      |
| P. Ronzon     | 34       | 2       | 3            | 0            | 2                   | 0                   | 39       | 2      |
| G. Veneri     | 1        | 0       | -            | -            | 2                   | 0                   | 3        | 0      |
| A. Gentili    | 5        | 0       | -            | -            | -                   | -                   | 5        | 0      |
| A. Longoni    | 34       | 6       | 3            | 0            | 2                   | 0                   | 39       | 6      |
| H. Maschio    | 29       | 7       | 1            | 2            | 1                   | 0                   | 31       | 9      |
| E. Nova       | 23       | 7       | 2            | 0            | 2                   | 0                   | 27       | 7      |
| R. Olivieri   | 18       | 1       | 3            | 1            | 1                   | 0                   | 22       | 2      |
| G. Zavaglio   | 24       | 3       | 2            | 0            | 2                   | 0                   | 28       | 3      |